# Diploglottis berniana
Diploglottis berniana är en kinesträdsväxtart som beskrevs av Sally T. Reynolds. Diploglottis berniana ingår i släktet Diploglottis och familjen kinesträdsväxter. Inga underarter finns listade i Catalogue of Life.